# Leucania impuncta
Leucania impuncta là một loài bướm đêm trong họ Noctuidae.